# Volpe argentata

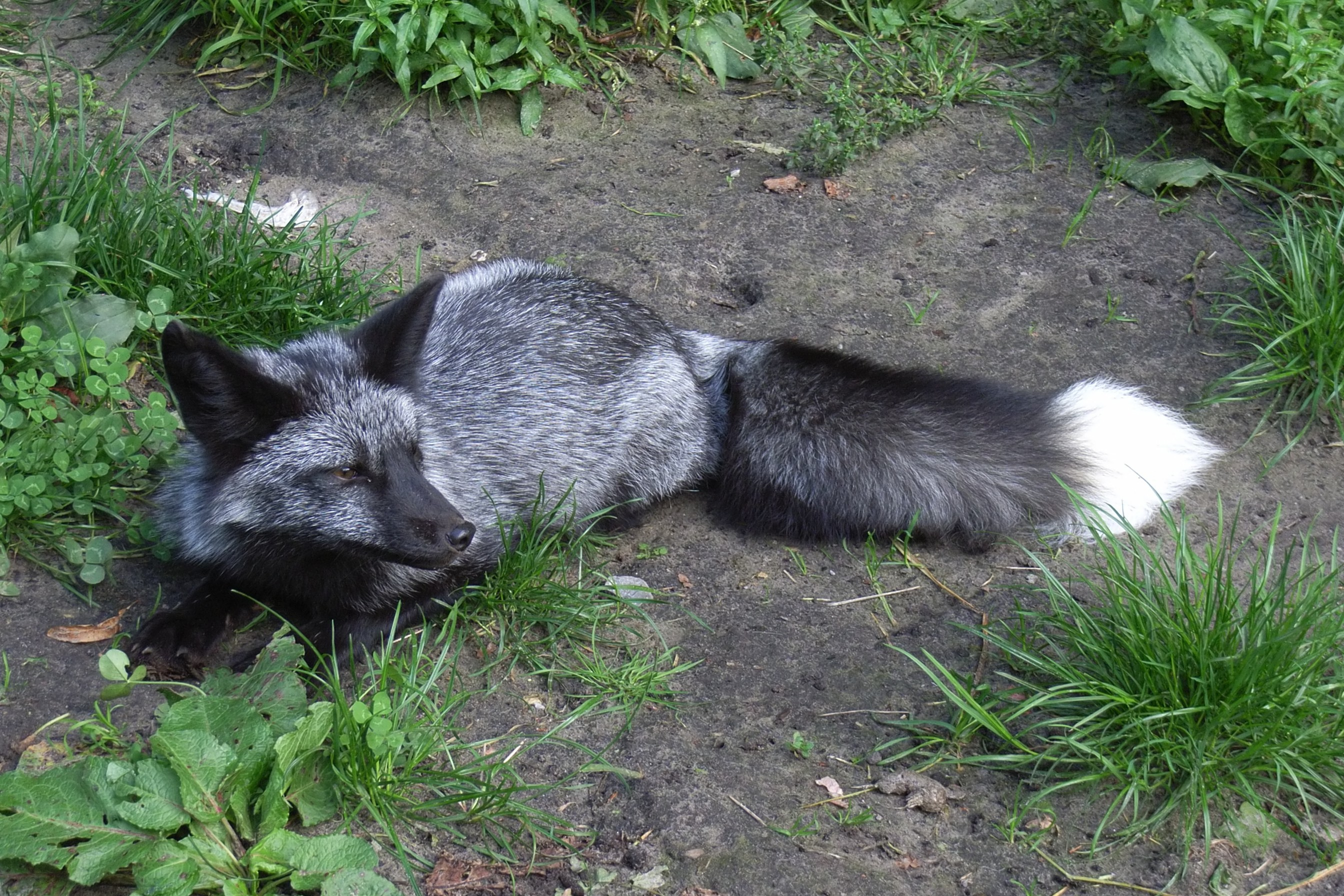
Una volpe argentata adulta

La volpe argentata è una rara variante melanica della volpe rossa, diffusa in Europa e Nordamerica.

## Descrizione
Si caratterizza per il pelo grigio con le estremità bianche lucenti alla schiena e alla coda, proprio come il colore dell'argento; alcuni esemplari presentano un largo triangolo di peli neri sulla testa. Sono state oggetto di caccia nei secoli soprattutto per la loro pelliccia.
Il mantello peloso esterno della volpe argentata può estendersi fino a 5 centimetri al di là della corta peluria posta su diverse parti del corpo dell'animale, in particolare sotto la gola, dietro le spalle, sui fianchi e la coda. La peluria del sottopelo è bruna alla base e grigio argento invertito con ulteriore nero lungo il follicolo. I peli sono morbidi, lucidi e una volta erano ricercati in quanto più sottili di quelli della martora.
Il sottopelo marrone o color cioccolato nerastro, che è insolitamente lungo e denso, misura fino a 5 centimetri ed è estremamente sottile. Esso circonda l'intero corpo anche alla coda, dove è un po' più grossolano e lanoso. La pelliccia è più corta sulla fronte e gli arti e più fine sul ventre.
Considerati singolarmente i peli che compongono la peluria del ventre presentano un aspetto ondulato. Sulle orecchie sono presenti quasi tutti peli lunghi fittamente rivestiti di pelliccia. Le piante dei piedi sono così fittamente ricoperte di peli lanosi che in nessun punto sono visibili parti callose.
Le volpi argentate tendono ad essere più caute rispetto alle volpi rosse.
Ci sono anche volpi nere-rosse e bianche-grigie, possono essere solo una variante melanica o rari ibridi.

## Cultura di massa
Le volpi argentate appaiono nella serie Le avventure del bosco piccolo e spesso sono antagoniste nella seconda stagione, capitanate da Sfregiato, tranne Ranger, l'unica volpe argentata ad apparire nella stagione successiva. In questa serie televisiva le volpi argentate sono dette semplicemente "volpi blu".